# Eophileurus convexus
Eophileurus convexus är en skalbaggsart som beskrevs av Gilbert John Arrow 1900. Eophileurus convexus ingår i släktet Eophileurus och familjen Dynastidae. Inga underarter finns listade i Catalogue of Life.